# John C. Elliott
John C. Elliott (30. ledna 1919 – 13. srpna 2001) byl americký politik, který byl roku 1952 jmenován 39. guvernérem Americké Samoy. Po 4 měsících od svého jmenování, které proběhlo 16. července, opustil úřad z osobních důvodů 23. listopadu 1952. Byl nejmladším člověkem, který kdy zastával tuto funkci. Před svým jmenováním byl asistentem tehdejšího guvernéra Americké Samoy Phelpse Phelpse a zároveň tajemníkem Americké Samoy.